# Ioanella
Ioanella, en ocasiones erróneamente denominado Joanella, es un género de foraminífero bentónico de la Subfamilia Eponidinae, de la Familia Eponididae, de la Superfamilia Discorboidea, del Suborden Rotaliina y del Orden Rotaliida. Su especie-tipo es Truncatulina tumidula. Su rango cronoestratigráfico abarca el Holoceno.

## Clasificación
Ioanella incluye a las siguientes especies:
- Ioanella tumidula
  - Ioanella tumidula antarctica